# Anatoly Olizarenko
Anatoly Vladimirovich Olizarenko (em russo:  Анатолий Владимирович Олизаренко; nascido em 25 de setembro de 1936) é um ex-ciclista soviético. Terminou em terceiro lugar na competição Volta à Polônia de 1960. Competiu pela União Soviética em duas provas nos Jogos Olímpicos de Verão de 1964. Aposentou-se em 1966.